# Moskopole

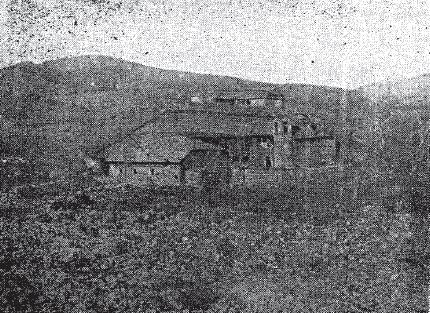
fotografia sprzed 1916 – Prawosławna cerkiew w Moskopolu, a przed nią ruiny Akademii w Moskopolu

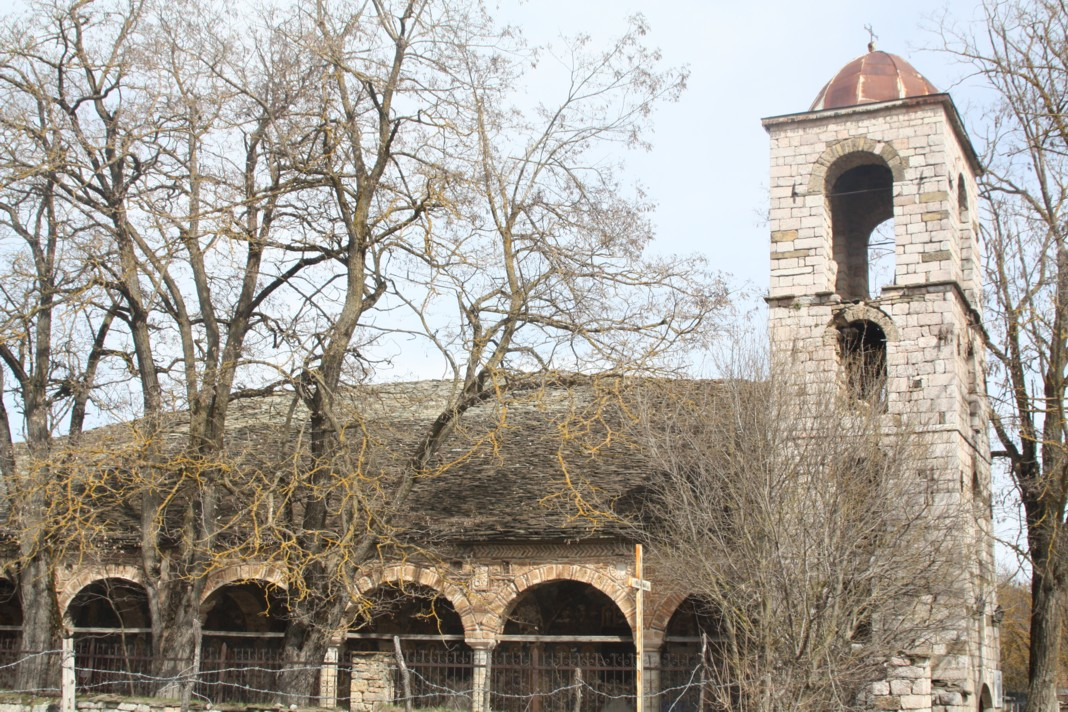
Jedna z cerkwi w Moskopolu – stan obecny

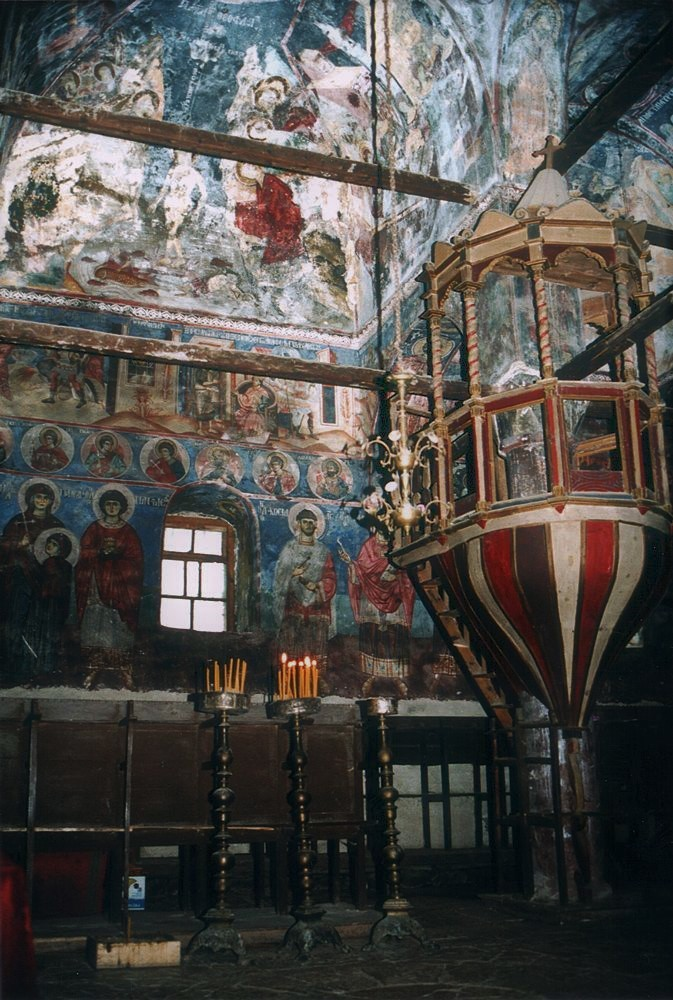
Zachowane i użytkowane liturgicznie wnętrze cerkwi św. Mikołaja

Moskopole (alb. Voskopojë, Voskopoja; arum. Moscopole, Moscopolea; gr. Μοσχόπολις – Moschopolis; maced. Москополе – Moskopole; serb. Москопоље – Moskopolje) – nieistniejące dziś miasto w górach nad rzeką Devoll w południowej Albanii. Na jego miejscu leży dziś wieś Voskopojë w okręgu Korcza.
Moskopole leżało w górskiej kotlinie otoczonej wysokimi szczytami, skąd wypływało wiele źródeł wody. Osiedla istniały w tej okolicy już w czasach rzymskich. Moskopole było po raz pierwszy wzmiankowane jako miasto w XIV wieku. Miało charakter chrześcijański, podczas gdy okoliczne miejscowości po podboju osmańskim przyjęły islam.
Na początku XVIII wieku Moskopole urosło do rangi ośrodka handlowego i kulturalnego znaczącego w skali Bałkanów, a nawet Europy. Miejscowi kupcy kontrolowali handel na całych Bałkanach, od Dubrownika do Konstantynopola i handlowali nawet z Niemcami i Wenecją. Okresem największego rozkwitu Moskopola była połowa XVIII wieku. Miasto zamieszkiwało wówczas 60 tys. osób, znajdowały się tu kamienne budynki i brukowane ulice. Działało wówczas wiele manufaktur i banków, drukarnia, a nawet grecka akademia – Hellênikon Frôntistêrion, istniejąca od 1744). Kończąca ją młodzież, często kontynuowała następnie naukę w przodujących ośrodkach Europy Zachodniej, a o Moskopolu mówiono jako o „drugich Atenach”, w uznaniu dla kontynuacji dzieła dydaktycznego dawnych Aten.. Drukarnia w Moskopolu, założona około 1730, była jedną z dwóch istniejących wówczas w imperium osmańskim. Wydawano tu wiele prac po grecku i po arumuńsku (alfabetem greckim), m.in. w 1770 roku ukazał się tu pierwszy nowożytny słownik języków bałkańskich: greckiego, albańskiego, arumuńskiego i bułgarskiego. Tu również wydano pierwszą gramatykę języka arumuńskiego. W mieście istniały 72 świątynie prawosławne i klasztory, działała szkoła ikonopisarstwa o specyficznym miejscowym stylu.
Moskopole upadło wskutek serii najazdów albańskich i tureckich. Najpierw w 1769 roku miasto splądrowały wojska osmańskie. W 1788 roku albańskie wojska Alego Paszy z Tepeleny spaliły miasto i wygnały jego mieszkańców. Do reszty Moskopole zostało zniszczone podczas I wojny światowej w 1916 roku. Resztki zabudowań uległy zniszczeniu podczas walk partyzanckich w II wojnie światowej. Do dziś przetrwało, częściowo w ruinie, siedem świątyń m.in. cerkiew św. Mikołaja i św. Eliasza.
Większość ludności Moskopola stanowili Arumuni (Wołosi), często stanowiący jednocześnie warstwę kupiecką. W życiu codziennym używano języka arumuńskiego, w handlu i w świątyniach prawosławnych – greckiego. Po spaleniu miasta w 1769 większość moskopolskich Arumunów wróciła w góry północnej Grecji, spora część schroniła się w miastach dzisiejszej Macedonii (Kruševo, Bitola), zaś elita kupców osiedliła się w miastach monarchii habsburskiej, głównie w Wiedniu i Budapeszcie, jak również w Siedmiogrodzie.
Moskopole było największym arumuńskim miastem w dziejach. Do dziś funkcjonuje w kulturze Arumunów jako apoteoza utraconego raju.